# Interpol (téléfilm)
Pour les articles homonymes, voir Interpol (homonymie).
Interpol est un téléfilm documentaire français en deux parties réalisé par André Annosse et diffusé pour la première fois le 17 juin 2004 sur France 5

## Synopsis
Le documentaire retrace l'histoire d'Interpol, organisation internationale de lutte contre la criminalité. Il enquête sur les missions et les méthodes de la plus importante communauté policière internationale au monde.
Le documentaire comporte deux parties :
- 1914-1945 : une histoire, tourmentée et cachée
- De 1946 à nos jours, renaissance, soupçon, rédemption...

## Fiche technique
- Sociétés de Production : Dargaud Marina, France 5
- Origine :  France
- Réalisation : André Annosse
- Auteur : Alain Moreau
- Commentaires : Alain Moreau
- Participants : Laurent Greilsamer, Raymond Kendall, André Brossard, Henri Viellard, Serge Sabourin, Harald Seryl, Franz Weisz
- Diffusion : première diffusion le 17 juin 2004 sur France 5
- Durée : 2 X 52 minutes